# Maisach (Amper)
Die Maisach ist ein rund 36 Kilometer langer, linker Zufluss der Amper in Bayern, Deutschland. Sie verläuft in den oberbayerischen Landkreisen Fürstenfeldbruck und Dachau und ist Namensgeberin der Gemeinde Maisach in Oberbayern.

## Verlauf
Ihre Quelle befindet sich südlich von Hohenzell (Ortsteil von Moorenweis) an der Straße nach Türkenfeld. Sie fließt zunächst nach Norden und streift Moorenweis und Grunertshofen. Bei Mammendorf knickt sie nach Osten ab und läuft an Maisach vorbei, fließt durch Überacker und passiert Bergkirchen. Bei Dachau mündet sie in die Amper.

## Zuflüsse
Durch den Zufluss des Moosgrabens bei Albertshofen verliert die Maisach die Breite eines Wiesengrabens. Ihr größter Zufluss ist der Erlbach aus dem Wildmoos bei Jesenwang, der bei Mammendorf in die Maisach mündet. Weitere Zuflüsse sind westlich von Mammendorf der Bussbach sowie Weiherbach, Lappach und Rottbach bei Überacker.

## Namensherkunft
Maisach, 853 erstmals erwähnt als Meisaha, setzt sich zusammen aus althochdeutsch aha ‚Wasser, Wasserlauf, Fluss‘ und meisa ‚Meise‘ und bedeutet demnach so viel wie Meisenfluss.

## Fauna
Seit 2004 hat sich der Biber wieder am Fluss angesiedelt. Verbissspuren, wie sie für Biber typisch sind, traten bereits etwa 1990 oberhalb des Sägewerks Wecker in Mammendorf auf.

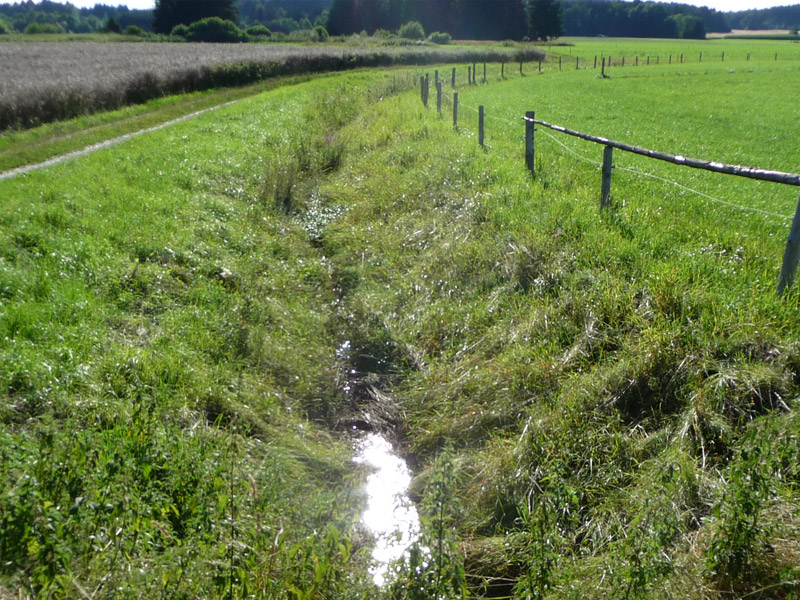
Kurz nach der Quelle. Hohenzell, Flkm ca. 36.
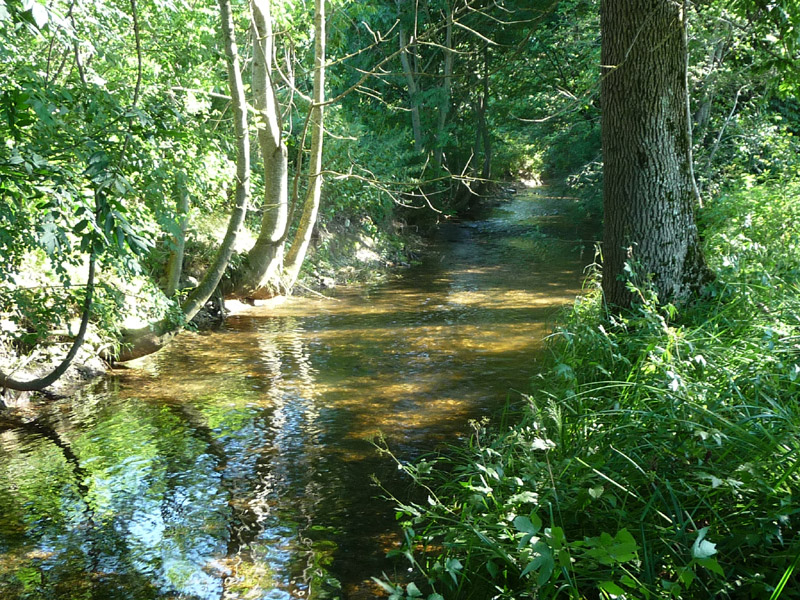
Selten: im Wald. Albertshofen, Flkm ca. 32.
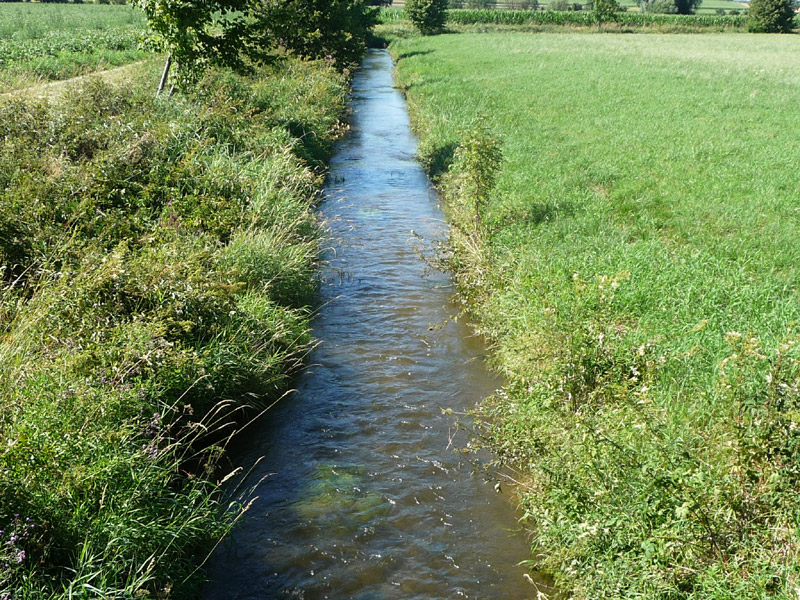
Typisch: begradigt in Feld und Flur. Nahe Grunertshofen, Flkm ca. 27.
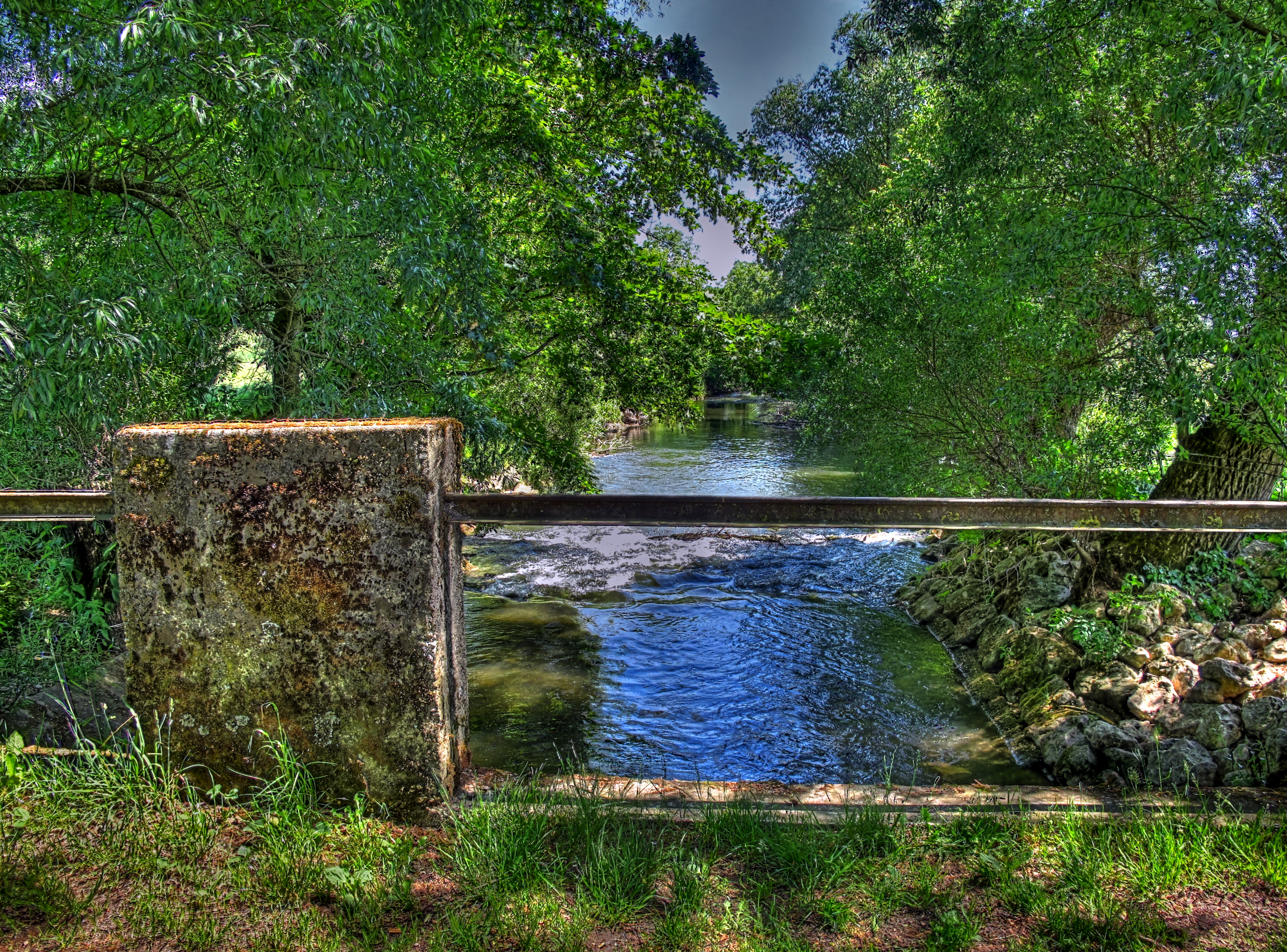
Bei Bergkirchen, Flkm ca. 4,5. ⊙
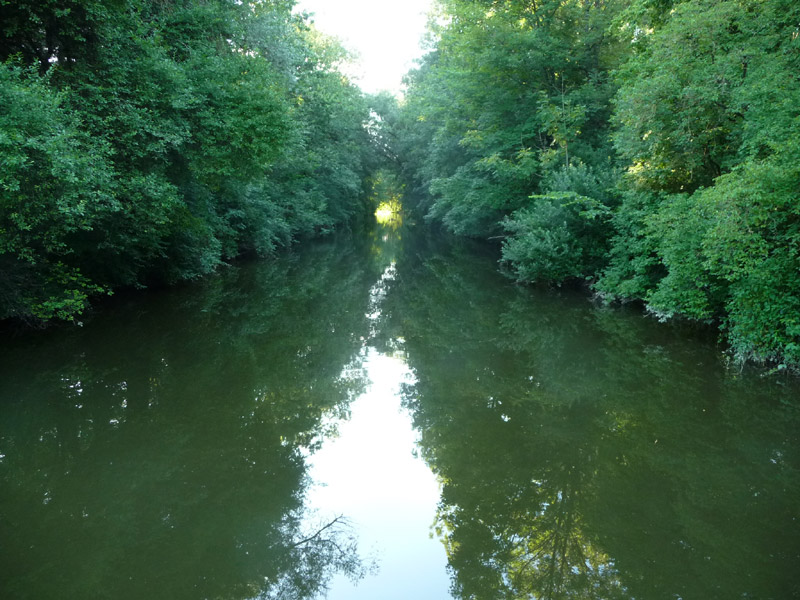
Auenwaldartig und eingedeicht: kurz vor der Mündung in die Amper. Dachau, Flkm ca. 0,1.
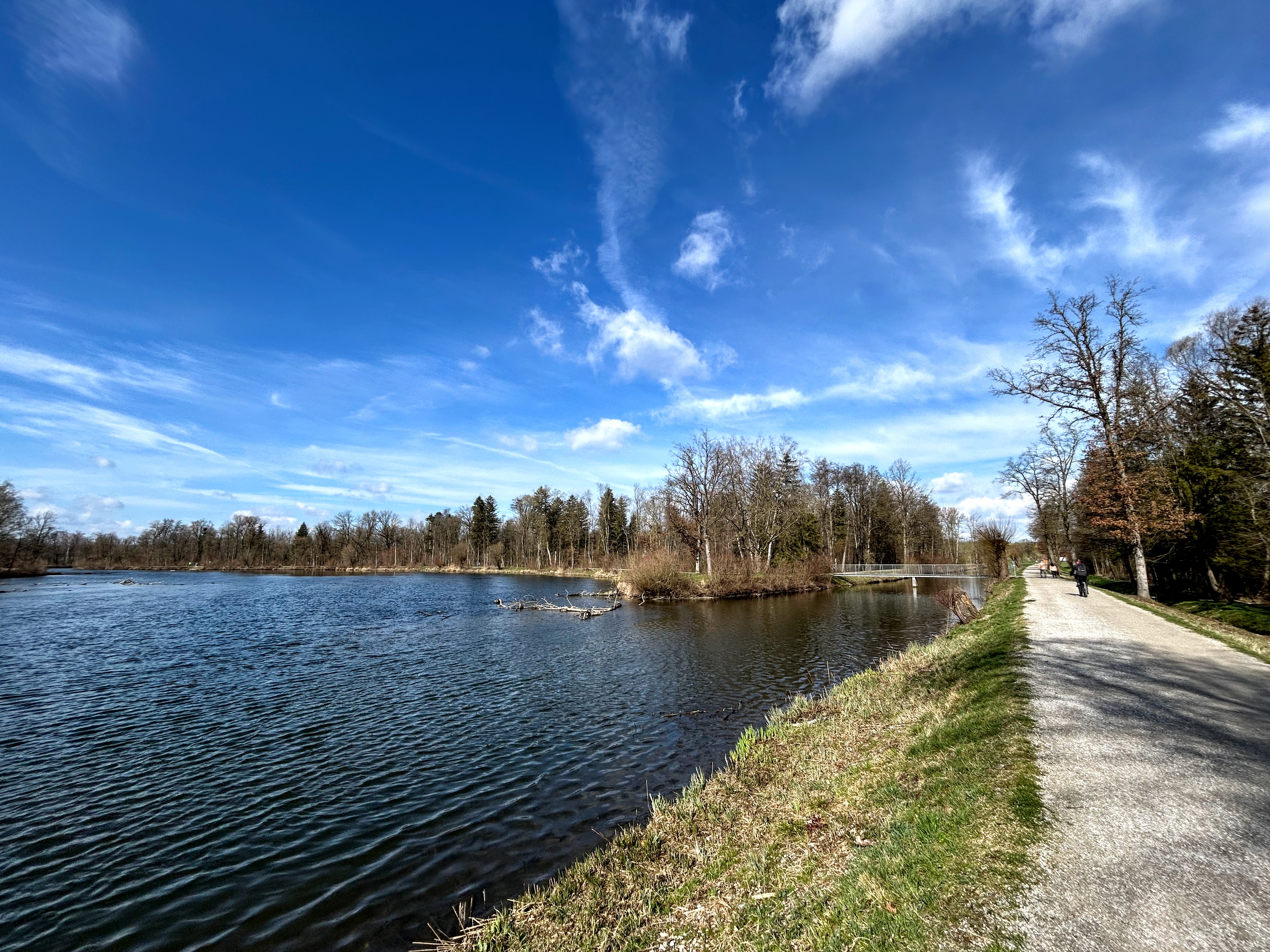
Mündung in die Amper. Dachau.